# Сезар (кинопремия, 1999)
24-я церемония вручения наград премии «Сезар» (также известной как Ночь Сезара (фр. Nuit des César)) за заслуги в области французского кинематографа за 1998 год состоялась 6 марта 1999 года в театре Елисейских Полей (Париж, Франция). Президентом церемонии стала актриса Изабель Юппер. Антуан де Кон четвёртый год подряд выступил в роли ведущего церемонии.
Криминальная драма «Вандомская площадь», собравшая в этом году наибольшее количество номинаций (12), в итоге не получила ни одной награды.

## Список лауреатов и номинантов
Количество наград/номинаций:
- 0/12: «Вандомская площадь»
- 3/11: «Те, кто меня любит, поедут поездом»
- 3/7: «Воображаемая жизнь ангелов»
- 2/7: «Такси»
- 3/6: «Ужин с придурком»
- 2/3: «Лотрек»
- 1/3: «Странный чужак»
- 0/3: «Желание»
- 0/2: «Поезд жизни» / «Жанна и отличный парень»
- 1/1: «Маленькие любовные смятения» / «Только Бог меня видит» / «Интервью» / «Жизнь прекрасна»

### Основные категории
• Лауреаты выделены отдельным цветом. 
| Категории                                                  | Лауреаты и номинанты | Лауреаты и номинанты                                                         | Лауреаты и номинанты |
| ---------------------------------------------------------- | --- | ---------------------------------------------------------------------------- | -------------------- |
| Лучший фильм                                               | • Воображаемая жизнь ангелов / La Vie rêvée des anges (режиссёр: Эрик Зонка)                                                | • Воображаемая жизнь ангелов / La Vie rêvée des anges (режиссёр: Эрик Зонка) |                      |
| Лучший фильм                                               | • Те, кто меня любит, поедут поездом / Ceux qui m’aiment prendront le train (режиссёр: Патрис Шеро)                         |                                                                              |                      |
| Лучший фильм                                               | • Ужин с придурком / Le Dîner de cons (режиссёр: Франсис Вебер)                                                             |                                                                              |                      |
| Лучший фильм                                               | • Вандомская площадь / Place Vendôme (режиссёр: Николь Гарсиа)                                                              |                                                                              |                      |
| Лучший фильм                                               | • Такси / Taxi (режиссёр: Жерар Пирес)                                                                                      |                                                                              |                      |
| Лучший режиссёр                                            | | • Патрис Шеро за фильм «Те, кто меня любит, поедут поездом»                  |                      |
| Лучший режиссёр                                            | • Эрик Зонка — «Воображаемая жизнь ангелов»                                                                                 |                                                                              |                      |
| Лучший режиссёр                                            | • Франсис Вебер — «Ужин с придурком»                                                                                        |                                                                              |                      |
| Лучший режиссёр                                            | • Николь Гарсиа — «Вандомская площадь»                                                                                      |                                                                              |                      |
| Лучший режиссёр                                            | • Жерар Пирес — «Такси» |                                                                              |                      |
| Лучший актёр                                               | | • Жак Вильре — «Ужин с придурком» (за роль Франсуа Пиньона)                  |                      |
| Лучший актёр                                               | • Шарль Берлен — «Желание» (фр.) (за роль Мартена)                                                                          |                                                                              |                      |
| Лучший актёр                                               | • Жан-Пьер Дарруссен — «Спрут» (фр.) (за роль Габриэля Лекуврера)                                                           |                                                                              |                      |
| Лучший актёр                                               | • Антуан де Кон — «Мужчина как женщина» (фр.) (за роль Симона Эсканази)                                                     |                                                                              |                      |
| Лучший актёр                                               | • Паскаль Греггори — «Те, кто меня любит, поедут поездом» (за роль Франсуа)                                                 |                                                                              |                      |
| Лучшая актриса                                             | | • Элоди Буше — «Воображаемая жизнь ангелов» (за роль Изабель «Изы» Тостен)   |                      |
| Лучшая актриса                                             | • Катрин Денёв — «Вандомская площадь» (за роль Марианны Маливер)                                                            |                                                                              |                      |
| Лучшая актриса                                             | • Изабель Юппер — «Школа плоти» (фр.) (за роль Доминик)                                                                     |                                                                              |                      |
| Лучшая актриса                                             | • Сандрин Киберлен — «На продажу» (фр.) (за роль Франс Робер)                                                               |                                                                              |                      |
| Лучшая актриса                                             | • Мари Трентиньян — «…И не краснеет» (фр.) (за роль Жанны)                                                                  |                                                                              |                      |
| Лучший актёр второго плана                                 | | • Даниэль Прево — «Ужин с придурком» (за роль Люсьена Шеваля)                |                      |
| Лучший актёр второго плана                                 | • Жак Дютрон — «Вандомская площадь» (за роль Баттистелли)                                                                   |                                                                              |                      |
| Лучший актёр второго плана                                 | • Бернар Фрессон — «Вандомская площадь» (за роль Венсана Маливера)                                                          |                                                                              |                      |
| Лучший актёр второго плана                                 | • Венсан Перес — «Те, кто меня любит, поедут поездом» (за роль Вивьена)                                                     |                                                                              |                      |
| Лучший актёр второго плана                                 | • Жан-Луи Трентиньян — «Те, кто меня любит, поедут поездом» (за роль Жана-Батиста)                                          |                                                                              |                      |
| Лучшая актриса второго плана                               | | • Доминик Блан — «Те, кто меня любит, поедут поездом» (за роль Катрин)       |                      |
| Лучшая актриса второго плана                               | • Анемон — «Лотрек» (фр.) (за роль графини Адель де Тулуз-Лотрек)                                                           |                                                                              |                      |
| Лучшая актриса второго плана                               | • Ариэль Домбаль — «Желание» (за роль Софи)                                                                                 |                                                                              |                      |
| Лучшая актриса второго плана                               | • Катрин Фро — «Ужин с придурком» (за роль Марлен Сассёр)                                                                   |                                                                              |                      |
| Лучшая актриса второго плана                               | • Эмманюэль Сенье — «Вандомская площадь» (за роль Натали)                                                                   |                                                                              |                      |
| Самый многообещающий актёр                                 | | • Брюно Путзюлу — «Маленькие любовные смятения» (фр.)                        |                      |
| Самый многообещающий актёр                                 | • Лионель Абелански (фр.) — «Поезд жизни»                                                                                   |                                                                              |                      |
| Самый многообещающий актёр                                 | • Гийом Кане — «В самое сердце» (фр.)                                                                                       |                                                                              |                      |
| Самый многообещающий актёр                                 | • Ромен Дюрис — «Странный чужак»                                                                                            |                                                                              |                      |
| Самый многообещающий актёр                                 | • Сами Насери — «Такси» |                                                                              |                      |
| Самая многообещающая актриса                               | | • Наташа Ренье — «Воображаемая жизнь ангелов»                                |                      |
| Самая многообещающая актриса                               | • Марион Котийяр — «Такси»                                                                                                  |                                                                              |                      |
| Самая многообещающая актриса                               | • Элен де Фужроль (фр.) — «И будет свет!» (фр.)                                                                             |                                                                              |                      |
| Самая многообещающая актриса                               | • Софи Гиймен (фр.) — «Желание»                                                                                             |                                                                              |                      |
| Самая многообещающая актриса                               | • Рона Хартнер (фр.) — «Странный чужак»                                                                                     |                                                                              |                      |
| Лучший оригинальный или адаптированный сценарий            | | • Франсис Вебер — «Ужин с придурком»                                         |                      |
| Лучший оригинальный или адаптированный сценарий            | • Патрис Шеро, Даниэль Томпсон и Пьер Тривидик (фр.) — «Те, кто меня любит, поедут поездом»                                 |                                                                              |                      |
| Лучший оригинальный или адаптированный сценарий            | • Роже Бобо (фр.) и Эрик Зонка — «Воображаемая жизнь ангелов»                                                               |                                                                              |                      |
| Лучший оригинальный или адаптированный сценарий            | • Жак Фьески и Николь Гарсиа — «Вандомская площадь»                                                                         |                                                                              |                      |
| Лучший оригинальный или адаптированный сценарий            | • Раду Михайляну — «Поезд жизни»                                                                                            |                                                                              |                      |
| Лучшая музыка к фильму                                     | | • Тони Гатлиф — «Странный чужак»                                             |                      |
| Лучшая музыка к фильму                                     | • Клод Боллинг и Франсис Ле — «Случай или совпадение» (фр.)                                                                 |                                                                              |                      |
| Лучшая музыка к фильму                                     | • Филипп Миллер — «Жанна и отличный парень»                                                                                 |                                                                              |                      |
| Лучшая музыка к фильму                                     | • Akhenaton (группа IAM) — «Такси»                                                                                          |                                                                              |                      |
| Лучший монтаж                                              | • Вероника Ланж — «Такси»                                                                                                   | • Вероника Ланж — «Такси»                                                    |                      |
| Лучший монтаж                                              | • Франсуа Гедижье (фр.) — «Те, кто меня любит, поедут поездом»                                                              |                                                                              |                      |
| Лучший монтаж                                              | • Люк Барнье (фр.) и Франсуаза Бонно (фр.) — «Вандомская площадь»                                                           |                                                                              |                      |
| Лучшая работа оператора                                    | • Эрик Готье — «Те, кто меня любит, поедут поездом»                                                                         | • Эрик Готье — «Те, кто меня любит, поедут поездом»                          |                      |
| Лучшая работа оператора                                    | • Аньес Годар — «Воображаемая жизнь ангелов»                                                                                |                                                                              |                      |
| Лучшая работа оператора                                    | • Лоран Дайян (фр.) — «Вандомская площадь»                                                                                  |                                                                              |                      |
| Лучшие декорации                                           | • Жак Руксель — «Лотрек» | • Жак Руксель — «Лотрек»                                                     |                      |
| Лучшие декорации                                           | • Сильвен Шовело и Ришар Педуцци (фр.) — «Те, кто меня любит, поедут поездом»                                               |                                                                              |                      |
| Лучшие декорации                                           | • Тьерри Фламан (фр.) — «Вандомская площадь»                                                                                |                                                                              |                      |
| Лучшие костюмы                                             | • Пьер-Жан Ларрок (фр.) — «Лотрек»                                                                                          | • Пьер-Жан Ларрок (фр.) — «Лотрек»                                           |                      |
| Лучшие костюмы                                             | • Сильви де Сегонзак — «Дон Жуан»                                                                                           |                                                                              |                      |
| Лучшие костюмы                                             | • Натали дю Роскот и Элизабет Тавернье — «Вандомская площадь»                                                               |                                                                              |                      |
| Лучший звук                                                | • Венсан Арнарди и Венсан Тюлли — «Такси»                                                                                   | • Венсан Арнарди и Венсан Тюлли — «Такси»                                    |                      |
| Лучший звук                                                | • Жан-Пьер Лафорс, Надин Мюз и Гийом Сьиама — «Те, кто меня любит, поедут поездом»                                          |                                                                              |                      |
| Лучший звук                                                | • Жан-Пьер Дюре (фр.) и Доминик Эннекен (фр.) — «Вандомская площадь»                                                        |                                                                              |                      |
| Лучшая дебютная работа                                     | • «Только Бог меня видит» (фр.) — режиссёр: Брюно Подалидес (фр.)                                                           | • «Только Бог меня видит» (фр.) — режиссёр: Брюно Подалидес (фр.)            |                      |
| Лучшая дебютная работа                                     | • «Жанна и отличный парень» — режиссёры: Оливье Дюкастель и Жак Мартино                                                     |                                                                              |                      |
| Лучшая дебютная работа                                     | • «Внутренние районы» (фр.) — режиссёр: Жак Ноло (фр.)                                                                      |                                                                              |                      |
| Лучшая дебютная работа                                     | • «Воображаемая жизнь ангелов» — режиссёр: Эрик Зонка                                                                       |                                                                              |                      |
| Лучшая дебютная работа                                     | • «Ребёнок из Чаабы» (фр.) — режиссёр: Кристоф Ружжиа (фр.)                                                                 |                                                                              |                      |
| Лучший короткометражный фильм (фр. Meilleur Court-métrage) | • Интервью / L’Interview (режиссёр: Ксавье Джанноли)                                                                        | • Интервью / L’Interview (режиссёр: Ксавье Джанноли)                         |                      |
| Лучший короткометражный фильм (фр. Meilleur Court-métrage) | • Старая застава / La vieille barrière (режиссёр: Льес Букитин)                                                             |                                                                              |                      |
| Лучший короткометражный фильм (фр. Meilleur Court-métrage) | • Les pinces à linge (режиссёр: Жоэль Брисс)                                                                                |                                                                              |                      |
| Лучший короткометражный фильм (фр. Meilleur Court-métrage) | • Tueurs de petits poissons (режиссёр: Александр Гаврас)                                                                    |                                                                              |                      |
| Лучший короткометражный фильм (фр. Meilleur Court-métrage) | • Корова, которая хотела прыгнуть через церковь / La vache qui voulait sauter par dessus l'église (режиссёр: Гийом Кассетт) |                                                                              |                      |
| Лучший иностранный фильм                                   | • Жизнь прекрасна / La vita è bella (Италия, режиссёр: Роберто Бениньи)                                                     | • Жизнь прекрасна / La vita è bella (Италия, режиссёр: Роберто Бениньи)      |                      |
| Лучший иностранный фильм                                   | • Центральный вокзал / Central do Brasil (Бразилия, реж. Вальтер Саллес)                                                    |                                                                              |                      |
| Лучший иностранный фильм                                   | • Торжество / Festen (Дания, реж. Томас Винтерберг)                                                                         |                                                                              |                      |
| Лучший иностранный фильм                                   | • Спасти рядового Райана / Saving Private Ryan (США, реж. Стивен Спилберг)                                                  |                                                                              |                      |
| Лучший иностранный фильм                                   | • Титаник / Titanic (США, реж. Джеймс Кэмерон)                                                                              |                                                                              |                      |

### Специальные награды
| Награда          | Лауреаты      | Лауреаты           |
| ---------------- | ------------- | ------------------ |
| Почётный «Сезар» |               | • Педро Альмодовар |
| Почётный «Сезар» | • Джонни Депп |                    |
| Почётный «Сезар» | • Жан Рошфор  |                    |